# 島津忠直 (信濃島津氏)
島津 忠直（しまづ ただなお）は、戦国時代から江戸時代初期にかけての武将。上杉家の家臣。信濃国水内郡長沼城主。

## 出自
信濃島津氏は薩摩国の島津氏の庶流、信濃の国人。忠直の系統である信濃島津氏長沼家は、島津氏の家祖・島津忠久の三男・忠直を祖とする。

## 略歴
忠直は信濃北部の水内郡長沼を本領とし、信濃村上氏や高梨氏らと共に甲斐の武田信玄の信濃侵攻に抵抗した。しかし弘治3年（1557年）に長沼城 (信濃国)を追われ、大倉城に移った後、越後の上杉謙信の家臣となり、川中島の戦いに従軍した。
天正10年（1582年）、甲斐武田氏滅亡後、北信濃の領主となった森長可の組下に入ることを強要されたが拒み、芋川親正らと共に反抗した。本能寺の変後、森長可が退去したことにより上杉氏が北信濃を所領に組み込んだ際、長沼城 (信濃国)に復した。
その後、家督を嫡男の島津義忠に譲り、慶長3年（1598年）の上杉氏の会津移封の際にはそれに従って信濃を去り、陸奥長沼城を与えられた。同年、嫡男・義忠が死去したため、岩井信能の次男・島津利忠を義忠の娘婿にして家督を継承させた。
慶長9年（1604年）8月1日、死去。